# Venuto al mondo
Venuto al mondo (comercialitzada a Espanya com Volver a nacer) és una pel·lícula hispano-italiana del 2012 dirigida per Sergio Castellitto. Es basa en la novel·la homònima de Margaret Mazzantini.

## Sinopsi
Gemma, casada a la força, visita Sarajevo amb el seu fill únic, Pietro. Els dos havien escapat de la ciutat fa setze anys, just dies després del seu naixement, durant la guerra de Bòsnia. Diego, el seu segon marit i pare de Pietro, va romandre enrere i van morir més tard. Mentre viatgen amb el seu amic de la guerra de guerra, Gojko, intenta reparar la seva relació amb Pietro, preguntant-li al seu tercer marit (per telèfon) si hauria de dir-li a Pietro que no el va donar a llum. Gemma després queda sorpresa per la revelació que la mare de Pietro, Aska, encara és viva i s'ha casat amb Gojko. Aska revela que, al contrari del que Gemma creia des de feia temps, Diego no era el pare de Pietro, ja que havia estat esclava sexual de la caserna de la Guàrdia Voluntària Sèrbia. Gemma ha dpafrontar la pèrdua, el cost de la guerra i el poder redemptiu de l'amor.

## Repartiment
- Penélope Cruz - Gemma
- Emile Hirsch - Diego
- Adnan Haskovic - Gojko
- Saadet Aksoy - Aska
- Pietro Castellitto - Pietro
- Luca De Filippo - Armando
- Sergio Castellitto - Giuliano
- Vinicio Marchioni - Fabio
- Mira Furlan - Velida
- Jane Birkin - Psicòloga
- Branko Djuric - Doctor
- Isabelle Adriani - Periodista
- Moamer Kasumović - Zoran
- Milan Pavlović

## Producció i estrena
La pel·lícula es va rodar més de 15 setmanes en digital mitjançant el sistema Arri Alexa. Va tenir la seva premiere mundial al Festival Internacional de Cinema de Toronto de 2012.

## Recepció
La pel·lícula va rebre revisions crítiques negatives. Té un 17% de valoració a Rotten Tomatoes basat en 23 ressenyes.
Sobre la pel·lícula, The Hollywood Reporter va escriure, "Gotejant amb un diàleg florit que cap actor hauria estat obligat a parlar, aquest misteri de la paternitat utilitza el conflicte bosnià com a teló de fons manipulatiu per a un melodrama desmesuradament desbordat i massa llarg." Variety added that the film had "little to offer beyond some pitiful twists." Screen International va continuar escrivint "l'adaptació del director de Sergio Castellitto de la novel·la de Margaret Mazzantini no deixa cap clixé sense girar, desitjant grans emocions que són aplanades constantment per la narració de la història."

## Nominacions
- 2013 - David di Donatello[8]
  - Candidatura Millor cançó (Twice born) per Arturo Annecchino
  - Candidatura David giovani a Sergio Castellitto
- 2013 - Nastro d'argento[9]
  - Candidatura Millor escenografia a Francesco Frigeri
  - Candidatura Millor so per Maurizio Argentieri
- 2013 - Premis Goya[10]
  - Candidatura Millor actriu protagonista per Penélope Cruz
- 2012 - Festival Internacional de Cinema de Sant Sebastià[11]
  - Candidatura Conquilla d'Or per Sergio Castellitto